# Бхававивека
Бхававивека или Бхавя е индийски будистки учител, основател на традицията Сватантрика в школата Мадхямака.

## Биография
Според източниците Бхававивека е роден около 500 година в Индия, източно от Магадха, в семейство от войнската каста на Кшатриите и ръкоположен за монах от самия Нагарджуна. Според други източници е роден в кралското семейство на Малая-ра в Южна Индия.
След като става монах Бхавя пътува до Мадхя-деша в Централна Индия и получава учения от Махаяна сутрите и текстове на Нагарджуна от ачаря Сангхаракшита. След това се завръща в Южна Индия, където поема управлението за петдесет храма и преподава интензивно.
Умира около 578 година.